# Basset (chien)
Pour les articles homonymes, voir Basset.

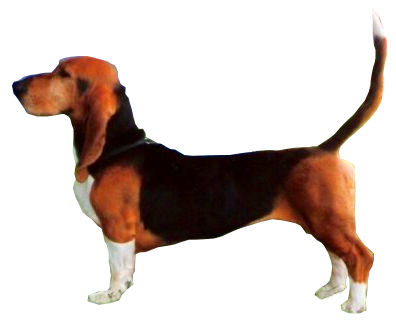
Le basset se caractérise par ses pattes courtes : ici un basset artésien normand.

Le type basset caractérise un groupe de races de chiens, comprenant le basset artésien normand, le basset d'Artois (aujourd'hui disparu), le basset bleu de Gascogne, le basset fauve de Bretagne et le petit basset griffon vendéen pour les races françaises ainsi que le populaire basset Hound britannique.

## Étymologie
Le mot « basset » vient du mot « bas », qui est la caractéristique des chiens de ce type.

## Histoire
Le basset est d'origine française et est issu de la même race qu'un bon nombre de chiens courants (de petite taille et d'utilisations diverses). Ils étaient, à l'origine, élevés comme chiens de chasse spécialisés dans le petit gibier.

## Caractéristiques

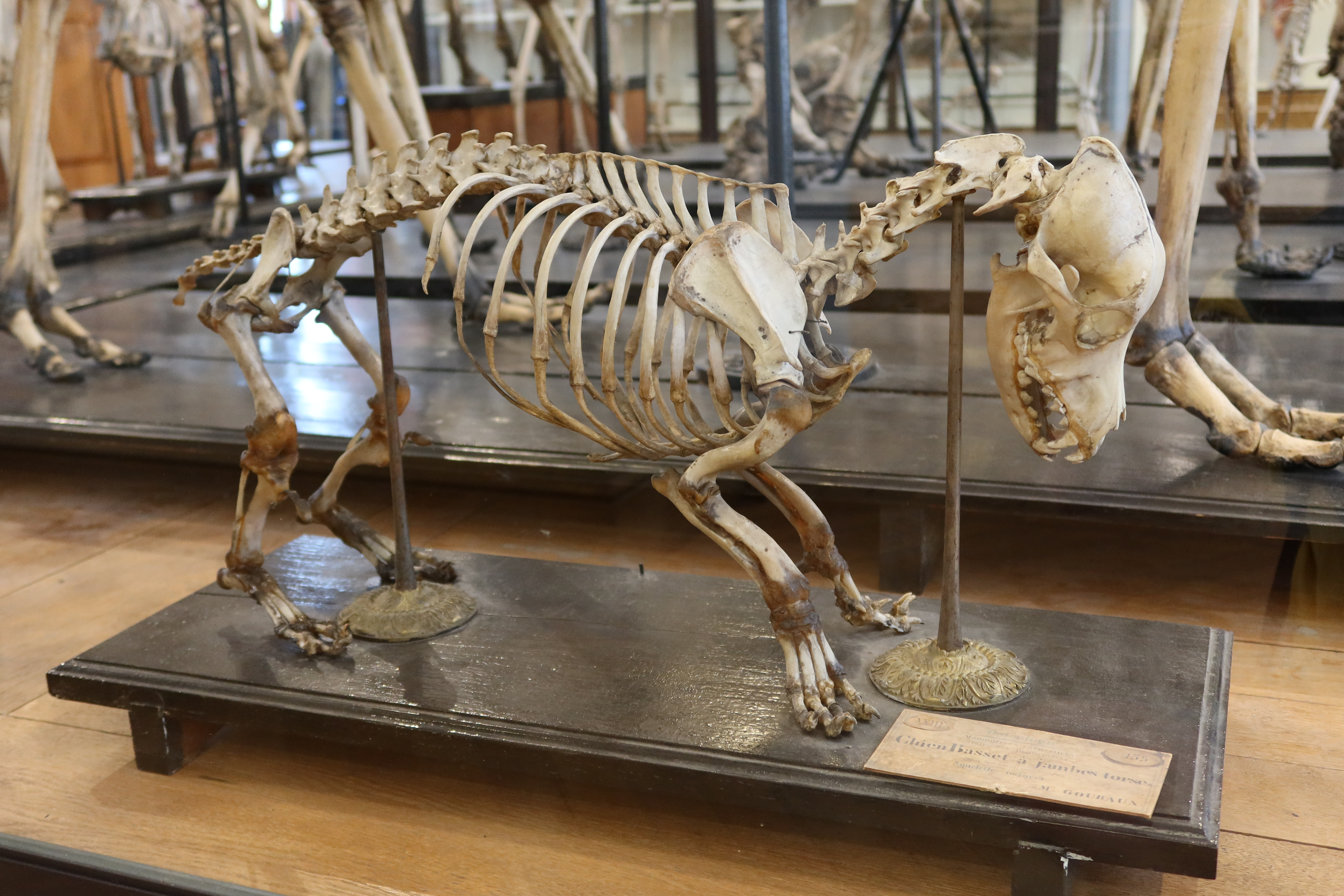
Squelette de chien basset aux jambes torses.

### Morphologie et robe
Le basset est un chien de petite taille qui peut, selon les races, atteindre une taille de 40 cm. Ils sont facilement distinguables par leur dos long et leurs courtes pattes (c'est ce qui différencie les races actuelles du basset de ses ancêtres qui avaient les membres longs). Le basset a le poil court, lisse, dense et dur et peut parfois être dru. Les différentes races de bassets se caractérisent par leur robe.

### Caractère
Le basset a la réputation d'être gentil, fidèle et intelligent. Quand il est en meute, il est pacifique et beaucoup moins enclin aux querelles. Il est très apprécié comme chien de chasse autant qu'en chien de famille.

## Entretien
Chaque basset a besoin de soins particuliers : 
- les bassets à poil lisse doivent être brossés ;
- les bassets à poil long doivent être peignés.